# Incendios en Argentina de 2021
Durante agosto de 2021, se iniciaron focos de incendio que afectan a las provincias de Buenos Aires, Entre Ríos, Catamarca, Chaco, Santa Fe y San Luis (Argentina). Los incendios habrían sido generados por quemas no autorizadas para el desbrozado de campos para el ganado. Durante el 2021, entre el 1 de enero y el 8 de agosto se registraron 135.162 hectáreas quemadas, con las mayores superficies afectadas en las provincias de La Pampa y San Luis. En la provincia de  Córdoba, el fuego se ha registrado durante todo el año produciéndose incendios de interfase (aquellos que afectan poblaciones humanas).